# مخرج الطوارئ

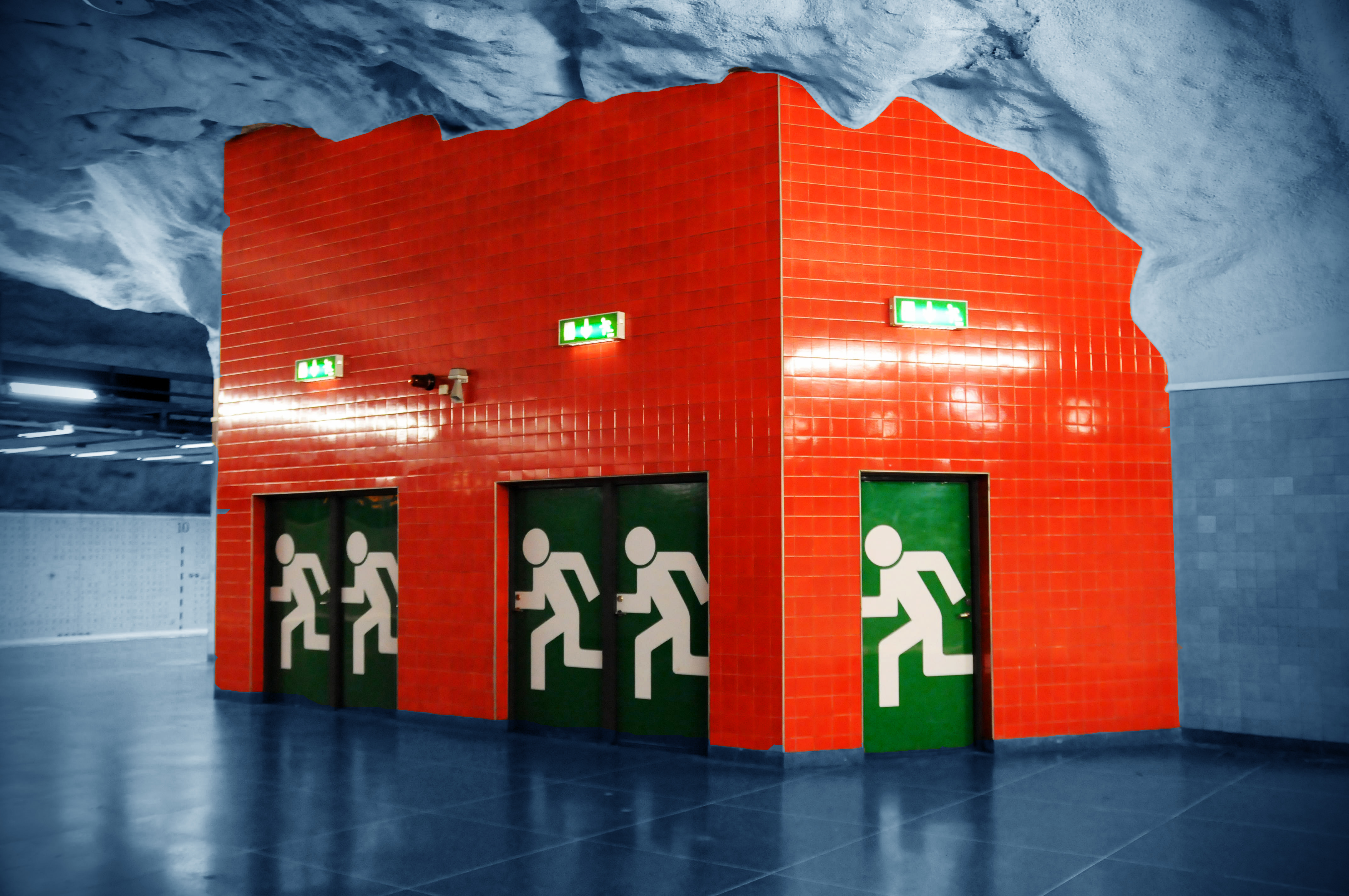
صورة لمخرج طوارئ بمترو ستوكهولم

مخرج الطوارئ في الهيكل هو مخرج خاص لحالات الطوارئ مثل الحريق: الاستخدام المشترك للخروج المنتظم والخروج الخاص يسمح بالأخلاء السريع، بينما يوفر أيضًا بديلًا إذا كان الطريق إلى الخروج المنتظم مغلق بالنيران، ألخ.
المؤهلات الخاصة بمخرج الطوارئ هي كالتالي: يجب أن يكون في الموقع الذي يسهل الوصول إليه، يجب أن يكون للمخرج موقع أو منطقة التي تجلب الأشخاص في حالة حدوث أي حالة طارئة، يجب أن يتم التحكم فيه من داخل المبنى، يجب أن تتم أدارته بشكل جيد ومنتظم، ويجب أن يكون في مكان دائم.
وعادة ما يكون في موقع استراتيجي (على سبيل المثال في بئر درج أو ممر أو أماكن أخرى محتملة) فتح باب خارجي مع شريط تحطم عليه ومع وجود علامات خروج تؤدي أليه.الأسم هو الإشارة إلى متى تم استخدامها بشكل متكرر، ومع ذلك، يمكن أن يكون مخرج الحريق ايضًا مدخلًا يجب أن يكون قادر على فتحه من داخل الغرفة.الهروب من الحريق هو نوع خاص من مخرج الطوارئ، يتم تركيبه خارج المبنى.

## التاريخ
مخرج حريق في لندن.هذا لم يكن في الأصل مخرجًا للحريق، حيث يوجد نقش على اسم المبنى، لكنه هو الآن فقط يستخدم كمخرج للحريق.
بعد أحداث كارثة فيكتوريا هول في سندرلاند، أنجلترا في عام 1883، التي مات أكثر من 180 طفل بسبب انزلاق باب في قاع الدرج، الحكومة البريطانية بدأت في أتخاذ خطوات قانونية لفرض الحد الأدنى من المعايير لسلامة المباني. أدى هذا ببطء إلى الشرط القانوني الذي يقتضي أن تحتوي الأماكن على عدد أدنى من مخارج الطوارئ المفتوحة للخارج بالأضافة إلى الأقفال التي يمكن فتحها من الداخل.
ومع ذلك، هذه الحركات لم يتم نسخها عالميًا لبعض الوقت.على سبيل المثال، في الولايات المتحدة، 146 من عمال المصانع توفوا في حريق مصنع triangle shirtwaist في عام 1911 عندما تم ايقافهم بمخارج مقفلة، و492 شخصًا توفي في حريق cocoanut grove في ملهى ليلي في بوسطن عام 1942 .
أدى هذا إلى لوائح تتطلب ذلك لتفتح مخارج المباني الكبيرة إلى الخارج، ويتم توفير مخارج طوارئ كافية لأستيعاب ساعة المبنى.
كما أسفرت كوارث مماثلة في جميع أنحاء العالم عن غضب عام ودعوات لإجراء تغييرات في أنظمة الطوارئ وتطبيقها. بدأت الحكومة الفيدرالية الأرجنتينية تحقيقاً بعد مقتل 194 شخصاً خلال حريق في ملهى República Cromañón الليلي في بوينس آيرس، الأرجنتين. تم إغلاق مخارج الطوارئ من قبل أصحابها، لمنع الناس من التسلل إلى الملهى الليلي دون دفع.

## البنايات
الهروب من الحرائق هو نوع من مخارج الطوارئ خارج المبنى.
غالبًا ما تحدد قوانين البناء المحلية عدد مخارج الحريق المطلوبة لمبنى بحجم معين. قد يتضمن هذا تحديد عدد السلالم. بالنسبة لأي مبنى أكبر من منزل خاص، تحدد الرموز الحديثة دائمًا مجموعتين من السلالم على الأقل. علاوة على ذلك، يجب أن تكون هذه السلالم منفصلة تمامًا عن بعضها البعض. يلبي بعض المهندسين المعماريين هذا الشرط من خلال إسكان درجين في تكوين «حلزون مزدوج» حيث يشغل درجان نفس مساحة الأرضية، متشابكة. بالنسبة للمباني القديمة التي تسبق متطلبات رمز الحريق الحديثة وتفتقر إلى مساحة لدرج ثانٍ، فإن وجود سلالم متشابكة قريبة جدًا من بعضها البعض قد يسمح لرجال الإطفاء بالصعود وينزل الأشخاص الذين يستخدمون سلالم منفصلة.
يستخدم ويستفيلد ستراتفورد سيتي هذا التكوين في موقف السيارات العلوي. يحتوي هذا الجزء من المبنى على 8 طوابق: LG و G & 1 جزء من مركز التسوق. 2 لديه بعض المكاتب ومنطقة تخزين؛ CP1 و CP2 و CP3 و CP4 هي ساحة انتظار سيارات متعددة الطوابق. يتم تقديم الطوابق بواسطة المصاعد والسلالم العامة الرئيسية، ومجموعة واحدة من درج ومصعد مزدوج اللولب لكل 1000 متر مربع، والذهاب إلى مناطق الخدمة. لا تعد السلالم العامة الرئيسية مخارج الحريق، حيث قد يتم إغلاق الأبواب خلال فترات أقل ازدحامًا. وبالتالي، يحتوي المبنى على مخرج حريق واحد لكل 4000 متر مربع من المساحة الأرضية.
معرفة مكان مخارج الطوارئ في المباني يمكن أن ينقذ الأرواح. بعض المباني، مثل المدارس، لديها تدريبات على الحرائق للتدرب على استخدام مخارج الطوارئ. كان من الممكن منع العديد من الكوارث إذا كان الناس يعرفون مكان الفرار من الحريق وإذا لم يتم سد مخارج الطوارئ. على سبيل المثال، في هجمات 11 سبتمبر / أيلول 2001 على مركز التجارة العالمي، كان يتعذر الوصول إلى بعض مخارج الطوارئ داخل المبنى، بينما تم إغلاق البعض الآخر. في كارثة ستاردست ونيران مستشفى موسكو عام 2006، تم إغلاق مخارج الطوارئ وتم إغلاق معظم النوافذ. في حالة الملهى الليلي في المحطة، كان المبنى فوق السعة التي اندلعت فيها النيران الليلية، ولم يكن المخرج الأمامي مصممًا بشكل جيد (خارج الباب مباشرة، وتم تقسيم النهج الخرساني 90 درجة وامتد حديدي على طول الحافة)، وحالة طوارئ خروج متأرجح للداخل، وليس للخارج كما يتطلب الرمز.
في العديد من البلدان، يُطلب من جميع المباني التجارية الجديدة أن تشتمل على مخارج طوارئ ملحوظة. يجب تحديث المباني القديمة بالنيران. في البلدان التي تكون مخارج الطوارئ فيها غير قياسية، غالبًا ما تؤدي الحرائق إلى خسائر كبيرة في الأرواح.

## لافتات
تحدد لوائح الصحة والسلامة في المملكة المتحدة (إشارات وإشارات السلامة) لعام 1996 علامة السلامة من الحرائق على أنها علامة مضيئة أو إشارة صوتية توفر معلومات عن طرق الهروب ومخارج الطوارئ. إن علامات خروج الطوارئ المصممة جيدًا ضرورية لكي تكون مخارج الطوارئ فعالة.
تعرض علامات الهروب من الحريق عادةً كلمة "EXIT" أو الكلمة المكافئة في اللغة المحلية بحروف خضراء كبيرة ومضاءة جيدًا، أو رمز «الرجل الجري» المصور الأخضر الذي تم تطويره واعتماده في اليابان حوالي عام 1980 وتم تقديمه في عام 2003 بواسطة ISO 7010. علامة «الرجل الجري» التصويرية إلزامية في اليابان والاتحاد الأوروبي وكوريا الجنوبية وأستراليا ونيوزيلندا وكندا، وأصبحت شائعة بشكل متزايد في أماكن أخرى.
تتطلب بعض الولايات في الولايات المتحدة حاليًا أن تكون علامات الخروج ملونة باللون الأحمر، على الرغم من أن استخدام اللون الأحمر في اللافتات عادةً ما ينطوي على مخاطر أو إجراءات محظورة أو توقف، بينما يشير اللون الأخضر إلى مكان / إجراءات آمنة أو للمتابعة. يتطلب رمز البناء الأقدم في كندا لافتات خروج حمراء، ولكن لا يُسمح بتثبيت جديد.